# Brodersby-Goltoft
Brodersby-Goltoft – gmina w Niemczech w kraju związkowym Szlezwik-Holsztyn, w powiecie Schleswig-Flensburg, wchodzi w skład urzędu Südangeln. Powstała 1 marca 2018 z połączenia dwóch gmin: Goltoft oraz Brodersby.